# Swing Kids – de sista rebellerna
Swing Kids – de sista rebellerna (engelska: Swing Kids) är en amerikansk film som hade biopremiär i USA den 5 mars 1993, regisserad av Thomas Carter.

## Handling
Året är 1939 och nazisterna tar över Tyskland  mer och mer. Ett gäng ungdomar i Hamburg dansar dock hellre swing än går med i Hitlerjugend.

## Skådespelare
- Robert Sean Leonard som Peter Müller
- Christian Bale som Thomas Berger
- Frank Whaley som Arvid
- Barbara Hershey som Fru Müller
- Kenneth Branagh som Herr Knopp
- Julia Stemberger som Fru Linge
- Tushka Bergen som Evey
- Noah Wyle som Emil Lutz

### Fotnoter
1. ↑  ”Swing Kids” (på engelska). Box Office Mojo. 5 mars 1993. http://www.boxofficemojo.com/movies/?id=swingkids.htm. Läst 7 september 2016.